# (s)AINT
«Saint» — сьома пісня з п'ятого студійного альбому гурту Marilyn Manson The Golden Age of Grotesque. Попри те, що трек не випустили синглом, на нього зняли кліп. Його неурізану цензурою версію видали на DVD обмеженим накладом (3000 копій) одночасно з компіляцією Lest We Forget: The Best Of.

## Відеокліп
Режисерка Азія Ардженто також знялася в кліпі разом з Еріком Шмандою, Ґіджетом Ґейном, колишнім учасником гурту Marilyn Manson, скульптуру якого «У разі аварійної ситуації розбийте серце» (англ. «In Case of Emergency Break Heart») можна побачити у відео. 
За сюжетом у готелі Менсон вдихає доріжки кокаїну на обкладинці Біблії, ріже свої груди 5 разів подвійним лезом, бере участь у бондажі та мастурбує на жінку, яка потім виявляється чоловіком (Тім Шьолд). Відео зняли за 2 дні в листопаді 2003 року у лос-анджелеському  Argyle Hotel (зараз має назву Sunset Tower). У відео також можна побачити Діту фон Тіз та Ванессу Гаттон.
Лейбл Interscope Records заборонив відео для показу в США. Для демонстрації в Японії та Німеччині відредагували сцени з вульвою і кунілінгусом, який робить фронтмен гурту.